# Quilleco
Quilleco – miasto w Chile, w regionie Biobío, w prowincji Biobío.